# Alice Sara Ott

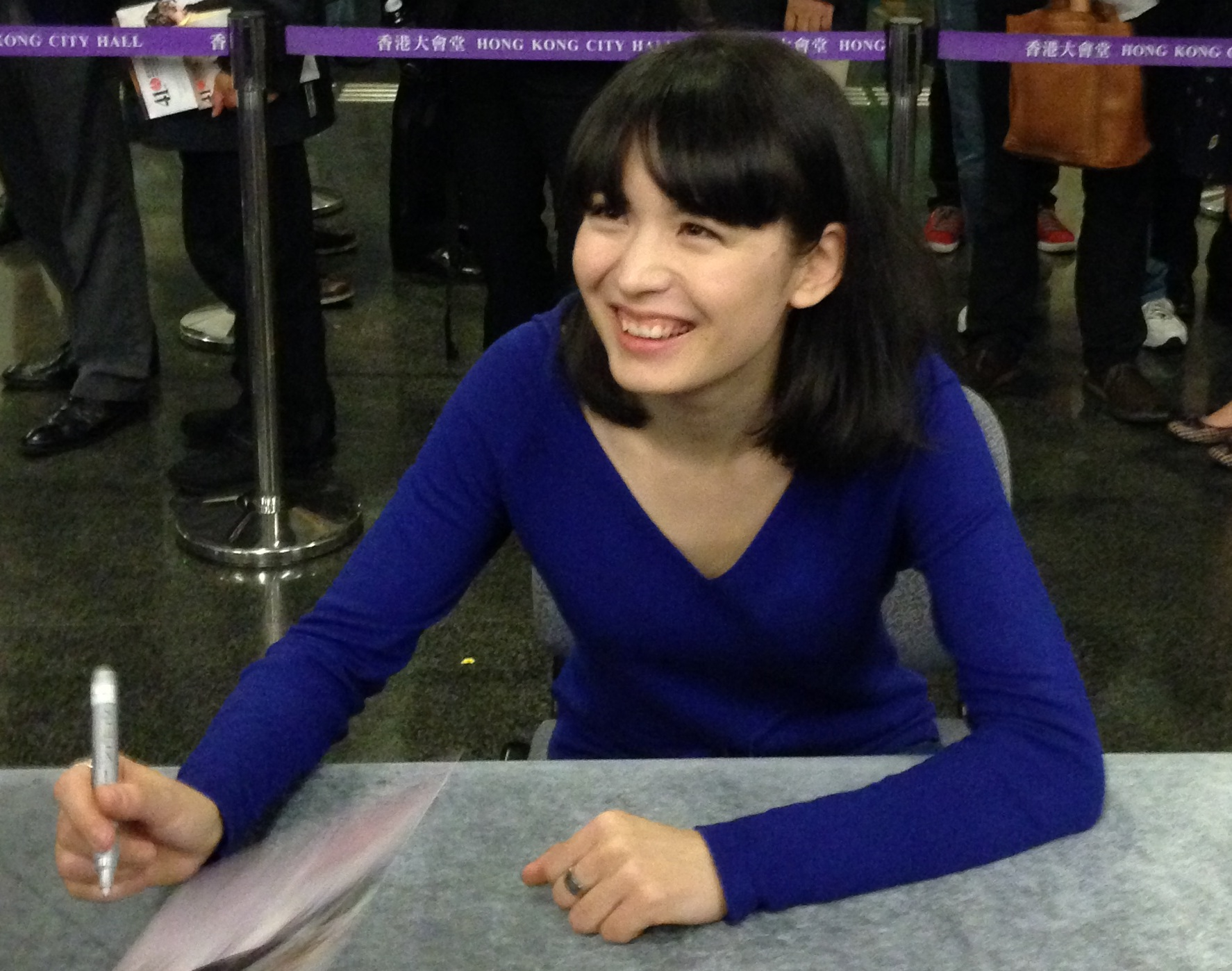
Alice Sara Ott (2013)

Alice Sara Ott (Múnich, 1 de agosto de 1988) es una pianista germano-japonesa.

## Biografía
Su madre, japonesa, estudió piano en Tokio y su padre, alemán, era ingeniero civil. A la edad de tres años, luego de haber asistido a un concierto, decidió que quería ser pianista. Dijo que "la música es el lenguaje que va más allá que cualquier palabra" y que quería comunicarse y expresarse a través de la música. Comenzó las clases de piano cuando tenía cuatro años y llegó a la final del concurso para jóvenes pianistas de Múnich a la edad de 5 años, cuando tocó en la Sala Hércules, abarrotada de público.
Desde los 12 años estudió en el Mozarteum de Salzburgo con Karl-Heinz Kämmerling mientras continuaba su educación primaria en una escuela de Múnich. Ha ganado varios premios en numerosos concursos de piano, incluyendo el primer premio del año 2004 en el concurso Pianello Val Tidone. Ha hecho grabaciones de los Estudios trascendentales de Franz Liszt y de los valses de Frédéric Chopin para la Deutsche Grammophon. Actualmente está dando conciertos en giras por Europa, Japón y Estados Unidos.
Se ha ganado críticas elogiosas por sus interpretaciones en las salas de concierto más importantes del mundo, entre otras, con la Orquesta Sinfónica de Frankfurt (con Paavo Järvi), la  Orquesta Filarmónica de Oslo (Xian Zhang), la Orquesta Sinfónica Nacional Danesa (Thomas Dausgaard), la Orquesta Tonkünstler  Niederösterreich (Jun Märkl) y la Orquesta Sinfónica NDR (Thomas Hengelbrock).
También ha participado en las Series Internacionales de Piano de Londres, en el Festival de Verbier y ha ofrecido recitales en el Teatro Mariinsky, Concertgebouw de Ámsterdam y Centro Nacional de Arte de Ottawa e hizo su debut en el Festival de Lucerna en otoño de 2010.
En 2012/13 Ott apareció con la Filarmónica de Múnich y la Orquesta Sinfónica NHK en Tokio, ambas bajo la batuta de Lorin  Maazel. También ha tocado con la Orquesta Filarmónica Checa (bajo Krzysztof Urbański), la Orquesta Nacional de Bélgica, la Orquesta  Filarmónica  Real  de  Liverpool, la Orquesta Beethoven de Bonn y la Orquesta Sinfónica de Barcelona, la Filarmónica de Los Ángeles, las sinfónicas de Chicago y Toronto, y en la temporada 2014/15 con las sinfónicas de Viena y Londres, o la Filarmónica de Múnich. Ha colaborado con grandes maestros como Gustavo Dudamel, Pablo Heras-Casado, o Esa-Pekka Salonen, entre otros.
Su hermana menor, Mona Asuka Ott, también es pianista.
En febrero de 2019 Alice Sara Ott anunció que había sido diagnosticada de esclerosis múltiple.

## Premios
Ott ha ganado muchas competencias internacionales desde la Jugend musiziert en Alemania, cuando tenía 7 años. En el 2002 fue la finalista más joven de la Hamamatsu International Piano Competition de Japón, donde ganó el premio a la Artista Más Prometedora. Ganó el primer premio en la Competencia Bach del año 2003, en Köthen, Alemania, la competencia Pianello Val Tidone del 2004, en Italia, y la cuarta edición de la competencia internacional EPTA (European Piano Teachers Association) en el 2005.

## Grabaciones
Respecto a la selección de las obras que desea grabar, Ott señala: 

Obedece a mi instinto, al apetito del momento. No me guío por la lógica discográfica o el oportunismo de los aniversarios. Para serle completamente sincera, para mí las grabaciones no son el non plus ultra. No me interesa sentar cátedra ni demostrar la pertinencia de tal o cual digitación. No quiero enseñar a nadie. Mis discos son la foto de un instante, un souvenir de la memoria, una Polaroid improvisada que me apetece compartir con la gente. Por eso no considero contradictorio volver a grabar ciertas obras una y otra vez.

Su disco dedicado a Chopin alcanzó el n.º 1 en la lista de clásica del Reino Unido.
Ott tiene un contrato de exclusividad con la Deutsche Grammophon y sus grabaciones incluyen:
- 2009 – Liszt: Estudios de ejecución trascendental
- 2010 – Chopin: Valses completos
- 2010 – Liszt: Concierto para piano n.º 1. Chaikovski: Concierto para piano n.º 1
- 2011 – Beethoven: Sonatas n.º 3 en do mayor y n.º 21 en do mayor (Waldstein)
- 2013 - Músorgski: Cuadros de una exposición; Schubert: Sonata D850
- 2014 – Scandale (con Francesco Tristano)
- 2015 – The Chopin Project (con Ólafur Arnalds)
- 2016 – Wonderland